# Гибкий мультиплексор
Гибкий мультиплексор — сетевое устройство, обеспечивающее объединение, коммутацию и распределение (кросс-коннект) различных информационных потоков, интерфейсов, протоколов. Они могут работать как с проводными (медными) так и с оптическими линиями передачи/связи. Функциональность, широкий выбор протоколов и интерфейсов, простота использования/конфигурирования и делают подобного рода мультиплексоры «гибкими».
Гибкий мультиплексор является основой для построения мультисервисных сетей доступа, которые позволяют передавать трафик с разнообразных аналоговых и цифровых линий по потокам Е1 (2048 кбит/с).
Основные используемые интерфейсы и протоколы:
- цифровые потоки Е1 (PDH)
- 10/100 Ethernet
- RS-232
- FXO/FXS
- 2-4-проводные каналы тональной частоты (ТЧ)

Основные решаемые задачи:
- организация цифровых каналов передачи (как по «меди» так и по оптоволокну);
- организация телефонной связи (например подключение «обычных» телефонов, таксофонов, АТС);
- организация локальных вычислительных сетей (например подключение маршрутизаторов);
- организация работы радиорелейных линий/базовых станций мобильной связи;
- организация передачи служебной информации (например телеметрия, релейная защита и автоматика).

Дополнительные возможности:
- самоконтроль качества связи
- самодиагностика
- удалённое управление
- VoIP
- конференц связь